# 성안로 (서울)
성안로(城안路, Seongan-ro)는 서울특별시 강동구 성내동 올림픽공원 북2문 앞에서 길동 서울천동초등학교를 잇는 왕복 2~4차선 도로이다.

## 유래
성안은 성내의 다른 이름이다.

## 역사
- 1991년 12월 26일 : 성내길(올림픽공원 북2문 앞 - 명일로, 2.9 km)로 정해졌다.
- 1997년 10월 14일 : 종점이 명일로에서 길동생태공원삼거리로 연장되었다(3.4 km).
- 2009년 7월 10일 : 성내길 일부 구간(올림픽공원 북2문 앞 - 서울천동초등학교, 2.0 km)은 성안로로, 나머지 구간(서울천동초등학교 ↔ 길동생태공원삼거리, 1.4 km)은 천중로 일부 구간으로 변경되었다.

## 구간
서울특별시 강동구
올림픽공원 북2문 앞 - 미주아파트 앞삼거리 - 풍성로 - 강동구립 성내도서관 - 강동역 - 한림대학교 강동성심병원 - 서울천동초등학교